# Liste des circonscriptions législatives au Maroc
Cet article donne la liste des 92 circonscriptions législatives marocaines.

## Liste des circonscriptions à partir de 2011
Cette liste correspond aux circonscriptions créées par le découpage des circonscriptions législatives marocaines de 2011 .
| Préfecture ou province        | Nom de la circonscription | Nombre de sièges |
| ----------------------------- | ------------------------- | ---------------- |
| Préfecture de Rabat           | Rabat-Océan               | 4                |
| Préfecture de Rabat           | Rabat-Chellah             | 3                |
| Préfecture de Salé            | Salé-Médina               | 4                |
| Préfecture de Salé            | Salé-El Jadida            | 3                |
| Préfecture de Skhirate-Témara | Skhirate-Témara           | 4                |
| Province de Khémisset         | Khémisset-Oulmès          | 3                |
| Province de Khémisset         | Tiflet-Rommani            | 3                |
| Province de Kénitra           | Kénitra                   | 4                |
| Province de Kénitra           | El Gharb                  | 3                |
| Province de Sidi Slimane      | Sidi Slimane              | 3                |
| Province de Sidi Kacem        | Sidi Kacem                | 5                |
| Rabat-Salé-Kénitra            | Rabat-Salé-Kénitra        | 39               |
| Province de Laâyoune          | Laâyoune                  | 3                |
| Province de Boujdour          | Boujdour                  | 2                |
| Province de Tarfaya           | Tarfaya                   | 2                |
| Province d'Es-Semara          | Es-Semara                 | 2                |
| Laâyoune-Sakia El Hamra       | Laâyoune-Sakia El Hamra   | 9                |
| Province d'Oued ed Dahab      | Oued Eddahab              | 2                |
| Province d'Aousserd           | Aousserd                  | 2                |
| Dakhla-Oued Ed Dahab          | Dakhla-Oued Ed Dahab      | 4                |
| Province d'Errachidia         | Errachidia                | 5                |
| Province de Tinghir           | Tinghir                   | 3                |
| Province de Zagora            | Zagora                    | 3                |
| Province de Ouarzazate        | Ouarzazate                | 3                |
| Province de Midelt            | Midelt                    | 3                |
| Drâa-Tafilalet                | Drâa-Tafilalet            | 17               |

| Préfecture ou province               | Nom de la circonscription | Nombre de sièges |
| ------------------------------------ | ------------------------- | ---------------- |
| Préfecture de Casablanca-Anfa        | Casablanca-Anfa           | 4                |
| Préfecture de Ben M'sick             | Ben M'sick                | 3                |
| Préfecture de Sidi Bernoussi         | Sidi Bernoussi            | 3                |
| Préfecture d'Al Fida-Mers Sultan     | Al Fida-Mers Sultan       | 3                |
| Préfecture d'Aïn Sebaâ-Hay Mohammadi | Aïn Sebaâ-Hay Mohammadi   | 4                |
| Préfecture de Moulay Rachid          | Moulay Rachid             | 3                |
| Préfecture de Hay Hassani            | Hay Hassani               | 3                |
| Préfecture d'Aïn Chock               | Aïn Chock                 | 3                |
| Préfecture de Mohammédia             | Mohammédia                | 3                |
| Province de Nouaceur                 | Nouaceur                  | 3                |
| Province de Médiouna                 | Médiouna                  | 2                |
| Province de Benslimane               | Benslimane                | 3                |
| Province d'El Jadida                 | El Jadida                 | 6                |
| Province de Berrechid                | Berrechid                 | 4                |
| Province de Settat                   | Settat                    | 6                |
| Province de Sidi Bennour             | Sidi Bennour              | 4                |
| Casablanca-Settat                    | Casablanca-Settat         | 57               |
| Préfecture d'Agadir Ida-Outanane     | Agadir Ida-Outanan        | 4                |
| Préfecture d'Inezgane-Aït Melloul    | Inezgane-Aït Melloul      | 3                |
| Province de Chtouka-Aït Baha         | Chtouka-Aït Baha          | 3                |
| Province de Taroudant                | Taroudant-Sud             | 4                |
| Province de Taroudant                | Taroudant-Nord            | 3                |
| Province de Tiznit                   | Tiznit                    | 2                |
| Province de Tata                     | Tata                      | 2                |
| Souss-Massa                          | Souss-Massa               | 21               |

| Préfecture ou province          | Nom de la circonscription | Nombre de sièges |
| ------------------------------- | ------------------------- | ---------------- |
| Province de Guelmim             | Guelmim                   | 2                |
| Province de Tan-Tan             | Tan-Tan                   | 2                |
| Province de Sidi Ifni           | Sidi Ifni                 | 2                |
| Province d'Assa-Zag             | Assa-Zag                  | 2                |
| Guelmim-Oued Noun               | Guelmim-Oued Noun         | 8                |
| Préfecture de Marrakech         | Medina-Sidi Youssef       | 3                |
| Préfecture de Marrakech         | Guéliz-Nakhil             | 3                |
| Préfecture de Marrakech         | Menara                    | 3                |
| Province de Chichaoua           | Chichaoua                 | 4                |
| Province de Safi                | Safi                      | 6                |
| Province d'Al Haouz             | Al Haouz                  | 4                |
| Province d'El Kelaâ des Sraghna | El Kelâa des Sraghna      | 4                |
| Province d'Essaouira            | Essaouira                 | 4                |
| Province de Rehamna             | Rehamna                   | 3                |
| Province de Youssoufia          | Youssoufia                | 2                |
| Marrakech-Safi                  | Marrakech-Safi            | 36               |
| Préfecture de Tanger-Assilah    | Tanger-Assilah            | 5                |
| Préfecture de M'diq-Fnideq      | M'diq-Fnideq              | 2                |
| Province de Fahs-Anjra          | Fahs-Anjra                | 2                |
| Province de Tétouan             | Tétouan                   | 5                |
| Province de Ouezzane            | Ouezzane                  | 3                |
| Province de Larache             | Larache                   | 4                |
| Province de Chefchaouen         | Chefchaouen               | 4                |
| Province d'Al Hoceïma           | Al Hoceïma                | 4                |
| Tanger-Tétouan-Al Hoceïma       | Tanger-Tétouan-Al Hoceïma | 29               |

| Préfecture ou province           | Nom de la circonscription        | Nombre de sièges |
| -------------------------------- | -------------------------------- | ---------------- |
| Préfecture d'Oujda-Angad         | Oujda-Angad                      | 4                |
| Province de Nador                | Nador                            | 4                |
| Province de Driouch              | Driouch                          | 3                |
| Province de Jerada               | Jerada                           | 2                |
| Province de Berkane              | Berkane                          | 3                |
| Province de Taourirt             | Taourirt                         | 2                |
| Province de Guercif              | Guercif                          | 2                |
| Province de Figuig               | Figuig                           | 3                |
| Oriental                         | Oriental                         | 23               |
| Préfecture de Fès                | Fès-Sud                          | 4                |
| Préfecture de Fès                | Fès-Nord                         | 4                |
| Province d'Ifrane                | Ifrane                           | 2                |
| Province de Moulay Yaâcoub       | Moulay Yaâcoub                   | 2                |
| Province de Séfrou               | Séfrou                           | 3                |
| Province de Boulemane            | Boulemane                        | 3                |
| Province d'El Hajeb              | El Hajeb                         | 2                |
| Province de Taza                 | Taza                             | 5                |
| Province de Taounate             | Taounate-Tissa                   | 3                |
| Province de Taounate             | Karia-Ghafsay                    | 3                |
| Préfecture de Meknès             | Meknès                           | 6                |
| Fès-Meknès                       | Fès-Meknès                       | 37               |
| Province de Béni-Mellal          | Béni-Mellal                      | 6                |
| Province d'Azilal                | Bzou-Ouaouizeght                 | 3                |
| Province d'Azilal                | Azilal-Demnate                   | 3                |
| Province de Fquih Ben Salah      | Fquih Ben Salah                  | 4                |
| Province de Khouribga            | Khouribga                        | 6                |
| Province de Khénifra             | Khénifra                         | 3                |
| Béni Mellal-Khénifra             | Béni Mellal-Khénifra             | 25               |
| Total sièges de circonscriptions | Total sièges de circonscriptions | 305              |